# サブリ・サルオール
サブリ・サルオール（トルコ語: Sabri Sarıoğlu, 1984年7月26日 - ）は、トルコ・サムスン県チャルシャンバ出身のプロサッカー選手。元トルコ代表。ポジションは、ディフェンダー。

## クラブ経歴
ユース時代からガラタサライSK一筋のバンディエラである。前キャプテンのアルダ・トゥラン退団後、新キャプテンに任命された。

## 代表歴
各年代でトルコ代表に選出されており、A代表ではUEFA EURO 2008に出場した。

### ゴール
| #  | 開催日       | 会場                                   | 対戦国                   | スコア | 結果 | 試合概要           | ref   |
| -- | ------------ | -------------------------------------- | ------------------------ | ------ | ---- | ------------------ | ----- |
| 1. | 2007年6月2日 | アシム・フェルハトヴィッチ・ハセ競技場 | ボスニア・ヘルツェゴビナ | 3–2    | Loss | UEFA EURO 2008予選 | [ 3 ] |

## タイトル
ガラタサライSK
- スュペル・リグ (6): 2001–02, 2005–06, 2007–08, 2011–12, 2012–13, 2014–15
- テュルキエ・クパス (4): 2004–05, 2013–14, 2014–15, 2015–16
- スュペル・クパ（トルコ語版） (5): 2008, 2012, 2013, 2015, 2016